# ピエール・スピース
ピエール・スピース（Pierre Spies、1985年6月8日 - ）は、南アフリカの元ラグビー選手。

## プロフィール
- 南アフリカ・プレトリア出身。
- ポジションはフランカー(FL)、ナンバーエイト(No8)、ウィング(WTB)。
- 身長 194cm、体重 111kg
- 南アフリカ代表通算キャップ数は53でワールドカップ2011の南アフリカ代表に選ばれた[1]。
- 世界選抜に選ばれたことがある[2]。
- バーバリアンズに選ばれたことがある。

## 略歴
ブルー・ブルズ、ブルズを経て、2015年、近鉄ライナーズに加入。同年11月14日に行われたジャパンラグビートップリーグ第1節のHonda HEAT戦に先発出場で日本での公式戦初出場を果たす。
2016年、モンペリエに加入。翌年現役を引退した。